# Interlands Mexicaans voetbalelftal 2020-2029
Deze pagina toont een chronologisch en gedetailleerd overzicht van de interlands die het Mexicaans voetbalelftal  speelt en heeft gespeeld in de periode 2020 – 2029.

## Interlands

### 2020
|                                                                           |                                                          |       |           |                                                                                            |
| 30 september Vriendschappelijk № 924 «onderlinge duels» 21:00 uur (UTC−5) | Mexico                                                   | 3 – 0 | Guatemala | Aztekenstadion, Mexico-Stad Toeschouwers: 0 Scheidsrechter: Fernando Hernández Gómez (MEX) |
| 30 september Vriendschappelijk № 924 «onderlinge duels» 21:00 uur (UTC−5) | Henry Martín 6' Orbelín Pineda 28' Sebastián Córdova 36' |       |           | Aztekenstadion, Mexico-Stad Toeschouwers: 0 Scheidsrechter: Fernando Hernández Gómez (MEX) |

|                                                                        |           |                         |        |                                                                                      |
| 7 oktober Vriendschappelijk № 925 «onderlinge duels» 20:45 uur (UTC+2) | Nederland | 0 – 1                   | Mexico | Johan Cruijff ArenA, Amsterdam Toeschouwers: 0 Scheidsrechter: Srđan Jovanović (SRB) |
| 7 oktober Vriendschappelijk № 925 «onderlinge duels» 20:45 uur (UTC+2) |           | 60' (pen.) Raúl Jiménez |        | Johan Cruijff ArenA, Amsterdam Toeschouwers: 0 Scheidsrechter: Srđan Jovanović (SRB) |

|                                                                         |                                          |       |                                      |                                                                                |
| 13 oktober Vriendschappelijk № 926 «onderlinge duels» 21:00 uur (UTC+2) | Mexico                                   | 2 – 2 | Algerije                             | Cars Jeans Stadion, Den Haag Toeschouwers: 0 Scheidsrechter: Bas Nijhuis (NED) |
| 13 oktober Vriendschappelijk № 926 «onderlinge duels» 21:00 uur (UTC+2) | Jesús Manuel Corona 43' Diego Lainez 86' |       | 45' Ismaël Bennacer 67' Riyad Mahrez | Cars Jeans Stadion, Den Haag Toeschouwers: 0 Scheidsrechter: Bas Nijhuis (NED) |

|                                                                          |                                                      |       |                                    |                                                                                               |
| 14 november Vriendschappelijk № 927 «onderlinge duels» 21:00 uur (UTC+1) | Mexico                                               | 3 – 2 | Zuid-Korea                         | Stadion Wiener Neustadt, Wiener Neustadt Toeschouwers: 0 Scheidsrechter: Harald Lechner (AUT) |
| 14 november Vriendschappelijk № 927 «onderlinge duels» 21:00 uur (UTC+1) | Raúl Jiménez 67' Uriel Antuna 69' Carlos Salcedo 70' |       | 20' Hwang Ui-jo 87' Kwon Kyung-won | Stadion Wiener Neustadt, Wiener Neustadt Toeschouwers: 0 Scheidsrechter: Harald Lechner (AUT) |

|                                                                          |       |                                     |        |                                                                                |
| 17 november Vriendschappelijk № 928 «onderlinge duels» 21:00 uur (UTC+1) | Japan | 0 – 2                               | Mexico | Merkur Arena, Graz Toeschouwers: 0 Scheidsrechter: Manuel Schüttengruber (AUT) |
| 17 november Vriendschappelijk № 928 «onderlinge duels» 21:00 uur (UTC+1) |       | 63' Raúl Jiménez 68' Hirving Lozano |        | Merkur Arena, Graz Toeschouwers: 0 Scheidsrechter: Manuel Schüttengruber (AUT) |

### 2021
|                                                                     |                   |       |        |                                                                                |
| 27 maart Vriendschappelijk № 929 «onderlinge duels» 20:00 uur (UTC) | Wales             | 1 – 0 | Mexico | Cardiff City Stadium, Cardiff Toeschouwers: 0 Scheidsrechter: Ian McNabb (NIR) |
| 27 maart Vriendschappelijk № 929 «onderlinge duels» 20:00 uur (UTC) | Kieffer Moore 11' |       |        | Cardiff City Stadium, Cardiff Toeschouwers: 0 Scheidsrechter: Ian McNabb (NIR) |

|                                                                       |            |                    |        | |
| 30 maart Vriendschappelijk № 930 «onderlinge duels» 21:00 uur (UTC+2) | Costa Rica | 0 – 1              | Mexico | Stadion Wiener Neustadt, Wiener Neustadt Toeschouwers: 0 Scheidsrechter: Christian-Petru Ciochirca (AUT) |
| 30 maart Vriendschappelijk № 930 «onderlinge duels» 21:00 uur (UTC+2) |            | 89' Hirving Lozano |        | Stadion Wiener Neustadt, Wiener Neustadt Toeschouwers: 0 Scheidsrechter: Christian-Petru Ciochirca (AUT) |

|                                                                     |                                       |       |                          |                                                                           |
| 29 mei Vriendschappelijk № 931 «onderlinge duels» 20:00 uur (UTC−5) | Mexico                                | 2 – 1 | IJsland                  | AT&T Stadium, Dallas Toeschouwers: 44.892 Scheidsrechter: Ted Unkel (USA) |
| 29 mei Vriendschappelijk № 931 «onderlinge duels» 20:00 uur (UTC−5) | Hirving Lozano 73' Hirving Lozano 78' |       | 14' (e.d.) Edson Álvarez | AT&T Stadium, Dallas Toeschouwers: 44.892 Scheidsrechter: Ted Unkel (USA) |

|                                                                                        |                                                                                 |              |                                                                                     |                                                                                           |
| 3 juni CONCACAF Nations League Halve finale № 932 «onderlinge duels» 20:30 uur (UTC−6) | Mexico                                                                          | 0 – 0 (n.v.) | Costa Rica                                                                          | Empower Field at Mile High, Denver Toeschouwers: 34.451 Scheidsrechter: Bryan López (GUA) |
| 3 juni CONCACAF Nations League Halve finale № 932 «onderlinge duels» 20:30 uur (UTC−6) |                                                                                 |              |                                                                                     | Empower Field at Mile High, Denver Toeschouwers: 34.451 Scheidsrechter: Bryan López (GUA) |
| 3 juni CONCACAF Nations League Halve finale № 932 «onderlinge duels» 20:30 uur (UTC−6) | Strafschoppen                                                                   |              |                                                                                     | Empower Field at Mile High, Denver Toeschouwers: 34.451 Scheidsrechter: Bryan López (GUA) |
| 3 juni CONCACAF Nations League Halve finale № 932 «onderlinge duels» 20:30 uur (UTC−6) | Uriel Antuna Hirving Lozano Orbelín Pineda Alan Pulido Luis Romo Jesús Gallardo | 5–4          | Johan Venegas Óscar Duarte Bernald Alfaro Ariel Lassiter Francisco Calvo Allan Cruz | Empower Field at Mile High, Denver Toeschouwers: 34.451 Scheidsrechter: Bryan López (GUA) |

|                                                                                  |                                                                      |              |                                         |                                                                                          |
| 6 juni CONCACAF Nations League Finale № 933 «onderlinge duels» 21:00 uur (UTC−6) | Verenigde Staten                                                     | 3 – 2 (n.v.) | Mexico                                  | Empower Field at Mile High, Denver Toeschouwers: 37.648 Scheidsrechter: John Pitti (PAN) |
| 6 juni CONCACAF Nations League Finale № 933 «onderlinge duels» 21:00 uur (UTC−6) | Giovanni Reyna 27' Weston McKennie 82' Christian Pulisic 114' (pen.) |              | 2' Jesús Manuel Corona 79' Diego Lainez | Empower Field at Mile High, Denver Toeschouwers: 37.648 Scheidsrechter: John Pitti (PAN) |

|                                                                      |        |       |          |                                                                                     |
| 12 juni Vriendschappelijk № 934 «onderlinge duels» 20:00 uur (UTC−4) | Mexico | 0 – 0 | Honduras | Mercedes-Benz Stadium, Atlanta Toeschouwers: 70.072 Scheidsrechter: Ted Unkel (USA) |
| 12 juni Vriendschappelijk № 934 «onderlinge duels» 20:00 uur (UTC−4) |        |       |          | Mercedes-Benz Stadium, Atlanta Toeschouwers: 70.072 Scheidsrechter: Ted Unkel (USA) |

|                                                                      |                                                      |       |        |                                                                                     |
| 30 juni Vriendschappelijk № 935 «onderlinge duels» 19:00 uur (UTC−5) | Mexico                                               | 3 – 0 | Panama | Nissan Stadium, Nashville Toeschouwers: 30.386 Scheidsrechter: Kevin Morrison (JAM) |
| 30 juni Vriendschappelijk № 935 «onderlinge duels» 19:00 uur (UTC−5) | Diego Lainez 21' César Montes 57' Henry Martín 90+1' |       |        | Nissan Stadium, Nashville Toeschouwers: 30.386 Scheidsrechter: Kevin Morrison (JAM) |

|                                                                     |                                                                                    |       |         | |
| 3 juli Vriendschappelijk № 936 «onderlinge duels» 20:00 uur (UTC−7) | Mexico                                                                             | 4 – 0 | Nigeria | Los Angeles Memorial Coliseum, Los Angeles Toeschouwers: 53.258 Scheidsrechter: Oliver Vergara (PAN) |
| 3 juli Vriendschappelijk № 936 «onderlinge duels» 20:00 uur (UTC−7) | Héctor Herrera 2' Rogelio Funes Mori 4' Héctor Herrera 52' Jonathan dos Santos 78' |       |         | Los Angeles Memorial Coliseum, Los Angeles Toeschouwers: 53.258 Scheidsrechter: Oliver Vergara (PAN) |

| CONCACAF Gold Cup 2021 |
| ---------------------- |

|                                                                     |        |       |                    |                                                                                 |
| 10 juli Gold Cup Groep A № 937 «onderlinge duels» 21:00 uur (UTC−5) | Mexico | 0 – 0 | Trinidad en Tobago | AT&T Stadium, Dallas Toeschouwers: 41.229 Scheidsrechter: Ricardo Montero (CRC) |
| 10 juli Gold Cup Groep A № 937 «onderlinge duels» 21:00 uur (UTC−5) |        |       |                    | AT&T Stadium, Dallas Toeschouwers: 41.229 Scheidsrechter: Ricardo Montero (CRC) |

|                                                                     |           |                                                                  |        |                                                                                 |
| 14 juli Gold Cup Groep A № 938 «onderlinge duels» 21:30 uur (UTC−5) | Guatemala | 0 – 3                                                            | Mexico | Cotton Bowl, Dallas Toeschouwers: 15.391 Scheidsrechter: Daneon Parchment (JAM) |
| 14 juli Gold Cup Groep A № 938 «onderlinge duels» 21:30 uur (UTC−5) |           | 29' Rogelio Funes Mori 55' Rogelio Funes Mori 79' Orbelín Pineda |        | Cotton Bowl, Dallas Toeschouwers: 15.391 Scheidsrechter: Daneon Parchment (JAM) |

|                                                                     |                    |       |             |                                                                              |
| 18 juli Gold Cup Groep A № 939 «onderlinge duels» 21:00 uur (UTC−5) | Mexico             | 1 – 0 | El Salvador | Cotton Bowl, Dallas Toeschouwers: 45.792 Scheidsrechter: Said Martínez (HON) |
| 18 juli Gold Cup Groep A № 939 «onderlinge duels» 21:00 uur (UTC−5) | Luis Rodríguez 26' |       |             | Cotton Bowl, Dallas Toeschouwers: 45.792 Scheidsrechter: Said Martínez (HON) |

|                                                                         |                                                                   |       |          |                                                                                       |
| 24 juli Gold Cup Kwartfinale № 940 «onderlinge duels» 19:30 uur (UTC−7) | Mexico                                                            | 3 – 0 | Honduras | State Farm Stadium, Glendale Toeschouwers: 64.211 Scheidsrechter: Mario Escobar (GUA) |
| 24 juli Gold Cup Kwartfinale № 940 «onderlinge duels» 19:30 uur (UTC−7) | Rogelio Funes Mori 26' Jonathan dos Santos 31' Orbelín Pineda 38' |       |          | State Farm Stadium, Glendale Toeschouwers: 64.211 Scheidsrechter: Mario Escobar (GUA) |

|                                                                          |                                                  |       |                    |                                                                                  |
| 29 juli Gold Cup Halve finale № 941 «onderlinge duels» 21:00 uur (UTC−5) | Mexico                                           | 2 – 1 | Canada             | NRG Stadium, Houston Toeschouwers: 70.304 Scheidsrechter: Daneon Parchment (JAM) |
| 29 juli Gold Cup Halve finale № 941 «onderlinge duels» 21:00 uur (UTC−5) | Orbelín Pineda 45+2' (pen.) Héctor Herrera 90+9' |       | 57' Tajon Buchanan | NRG Stadium, Houston Toeschouwers: 70.304 Scheidsrechter: Daneon Parchment (JAM) |

|                                                                       |                     |              |        |                                                                                      |
| 1 augustus Gold Cup Finale № 942 «onderlinge duels» 20:00 uur (UTC−5) | Verenigde Staten    | 1 – 0 (n.v.) | Mexico | Allegiant Stadium, Paradise Toeschouwers: 61.114 Scheidsrechter: Said Martínez (HON) |
| 1 augustus Gold Cup Finale № 942 «onderlinge duels» 20:00 uur (UTC−5) | Miles Robinson 117' |              |        | Allegiant Stadium, Paradise Toeschouwers: 61.114 Scheidsrechter: Said Martínez (HON) |

|  |  |  |  |  |  |  |  |  |

|                                                                                    |                                  |       |                      |                                                                                |
| 2 september WK-kwalificatie Finaleronde № 943 «onderlinge duels» 21:00 uur (UTC−5) | Mexico                           | 2 – 1 | Jamaica              | Aztekenstadion, Mexico-Stad Toeschouwers: 0 Scheidsrechter: Selvin Brown (HON) |
| 2 september WK-kwalificatie Finaleronde № 943 «onderlinge duels» 21:00 uur (UTC−5) | Alexis Vega 50' Henry Martín 89' |       | 65' Shamar Nicholson | Aztekenstadion, Mexico-Stad Toeschouwers: 0 Scheidsrechter: Selvin Brown (HON) |

|                                                                                    |            |                             |        |                                                                                    |
| 5 september WK-kwalificatie Finaleronde № 944 «onderlinge duels» 17:00 uur (UTC−6) | Costa Rica | 0 – 1                       | Mexico | Estadio Nacional, San José Toeschouwers: 3.000 Scheidsrechter: Ismail Elfath (USA) |
| 5 september WK-kwalificatie Finaleronde № 944 «onderlinge duels» 17:00 uur (UTC−6) |            | 45+1' (pen.) Orbelín Pineda |        | Estadio Nacional, San José Toeschouwers: 3.000 Scheidsrechter: Ismail Elfath (USA) |

|                                                                                    |                       |       |                         |                                                                                                |
| 8 september WK-kwalificatie Finaleronde № 945 «onderlinge duels» 19:05 uur (UTC−5) | Panama                | 1 – 1 | Mexico                  | Estadio Rommel Fernández, Panama-Stad Toeschouwers: 16.000 Scheidsrechter: Mario Escobar (GUA) |
| 8 september WK-kwalificatie Finaleronde № 945 «onderlinge duels» 19:05 uur (UTC−5) | Rolando Blackburn 28' |       | 76' Jesús Manuel Corona | Estadio Rommel Fernández, Panama-Stad Toeschouwers: 16.000 Scheidsrechter: Mario Escobar (GUA) |

|                                                                                  |                   |       |                     |                                                                                       |
| 7 oktober WK-kwalificatie Finaleronde № 946 «onderlinge duels» 20:40 uur (UTC−5) | Mexico            | 1 – 1 | Canada              | Aztekenstadion, Mexico-Stad Toeschouwers: 61.200 Scheidsrechter: Ismael Cornejo (SLV) |
| 7 oktober WK-kwalificatie Finaleronde № 946 «onderlinge duels» 20:40 uur (UTC−5) | Jorge Sánchez 21' |       | 42' Jonathan Osorio | Aztekenstadion, Mexico-Stad Toeschouwers: 61.200 Scheidsrechter: Ismael Cornejo (SLV) |

|                                                                                   |                                                                 |       |          |                                                                                      |
| 10 oktober WK-kwalificatie Finaleronde № 947 «onderlinge duels» 18:00 uur (UTC−5) | Mexico                                                          | 3 – 0 | Honduras | Aztekenstadion, Mexico-Stad Toeschouwers: 70.000 Scheidsrechter: Ismail Elfath (USA) |
| 10 oktober WK-kwalificatie Finaleronde № 947 «onderlinge duels» 18:00 uur (UTC−5) | Sebastián Córdova 18' Rogelio Funes Mori 76' Hirving Lozano 86' |       |          | Aztekenstadion, Mexico-Stad Toeschouwers: 70.000 Scheidsrechter: Ismail Elfath (USA) |

|                                                                                   |             |                                             |        |                                                                                         |
| 13 oktober WK-kwalificatie Finaleronde № 948 «onderlinge duels» 20:05 uur (UTC−6) | El Salvador | 0 – 2                                       | Mexico | Estadio Cuscatlán, San Salvador Toeschouwers: 31.000 Scheidsrechter: Drew Fischer (CAN) |
| 13 oktober WK-kwalificatie Finaleronde № 948 «onderlinge duels» 20:05 uur (UTC−6) |             | 30' Héctor Moreno 90+3' (pen.) Raúl Jiménez |        | Estadio Cuscatlán, San Salvador Toeschouwers: 31.000 Scheidsrechter: Drew Fischer (CAN) |

|                                                                         |                                           |       |                                                       |                                                                                         |
| 27 oktober Vriendschappelijk № 949 «onderlinge duels» 21:00 uur (UTC−6) | Mexico                                    | 2 – 3 | Ecuador                                               | Bank of America Stadium, Charlotte Toeschouwers: 39.987 Scheidsrechter: Ted Unkel (USA) |
| 27 oktober Vriendschappelijk № 949 «onderlinge duels» 21:00 uur (UTC−6) | Roberto Alvarado 6' Osvaldo Rodríguez 59' |       | 2' Jhonny Quiñónez 15' Janner Corozo 75' Walter Chalá | Bank of America Stadium, Charlotte Toeschouwers: 39.987 Scheidsrechter: Ted Unkel (USA) |

|                                                                                    |                                           |       |        |                                                                                |
| 12 november WK-kwalificatie Finaleronde № 950 «onderlinge duels» 21:10 uur (UTC−5) | Verenigde Staten                          | 2 – 0 | Mexico | TQL Stadium, Cincinnati Toeschouwers: 26.000 Scheidsrechter: Iván Barton (SLV) |
| 12 november WK-kwalificatie Finaleronde № 950 «onderlinge duels» 21:10 uur (UTC−5) | Christian Pulisic 74' Weston McKennie 85' |       |        | TQL Stadium, Cincinnati Toeschouwers: 26.000 Scheidsrechter: Iván Barton (SLV) |

|                                                                                    |                                 |       |                    |                                                                                         |
| 16 november WK-kwalificatie Finaleronde № 951 «onderlinge duels» 19:05 uur (UTC−7) | Canada                          | 2 – 1 | Mexico             | Commonwealth Stadium, Edmonton Toeschouwers: 44.212 Scheidsrechter: Mario Escobar (GUA) |
| 16 november WK-kwalificatie Finaleronde № 951 «onderlinge duels» 19:05 uur (UTC−7) | Cyle Larin 45+2' Cyle Larin 52' |       | 90' Héctor Herrera | Commonwealth Stadium, Edmonton Toeschouwers: 44.212 Scheidsrechter: Mario Escobar (GUA) |

|                                                                         |                                      |       |                                  |                                                                            |
| 8 december Vriendschappelijk № 952 «onderlinge duels» 20:00 uur (UTC−6) | Mexico                               | 2 – 2 | Chili                            | Q2 Stadium, Austin Toeschouwers: 17.202 Scheidsrechter: Selvin Brown (HON) |
| 8 december Vriendschappelijk № 952 «onderlinge duels» 20:00 uur (UTC−6) | Santiago Giménez 9' Jordan Silva 64' |       | 21' Iván Morales 86' Pablo Parra | Q2 Stadium, Austin Toeschouwers: 17.202 Scheidsrechter: Selvin Brown (HON) |

### 2022
|                                                                                   |                    |       |                                  |                                                                                  |
| 27 januari WK-kwalificatie Finaleronde № 953 «onderlinge duels» 19:00 uur (UTC−5) | Jamaica            | 1 – 2 | Mexico                           | Independence Park, Kingston Toeschouwers: 0 Scheidsrechter: Ismael Cornejo (SLV) |
| 27 januari WK-kwalificatie Finaleronde № 953 «onderlinge duels» 19:00 uur (UTC−5) | Daniel Johnson 50' |       | 81' Henry Martín 83' Alexis Vega | Independence Park, Kingston Toeschouwers: 0 Scheidsrechter: Ismael Cornejo (SLV) |

|                                                                                   |        |       |            |                                                                                 |
| 30 januari WK-kwalificatie Finaleronde № 954 «onderlinge duels» 17:00 uur (UTC−6) | Mexico | 0 – 0 | Costa Rica | Aztekenstadion, Mexico-Stad Toeschouwers: 0 Scheidsrechter: Said Martínez (HON) |
| 30 januari WK-kwalificatie Finaleronde № 954 «onderlinge duels» 17:00 uur (UTC−6) |        |       |            | Aztekenstadion, Mexico-Stad Toeschouwers: 0 Scheidsrechter: Said Martínez (HON) |

|                                                                                   |                         |       |        |                                                                               |
| 2 februari WK-kwalificatie Finaleronde № 955 «onderlinge duels» 21:00 uur (UTC−6) | Mexico                  | 1 – 0 | Panama | Aztekenstadion, Mexico-Stad Toeschouwers: 0 Scheidsrechter: Iván Barton (SLV) |
| 2 februari WK-kwalificatie Finaleronde № 955 «onderlinge duels» 21:00 uur (UTC−6) | Raúl Jiménez 80' (pen.) |       |        | Aztekenstadion, Mexico-Stad Toeschouwers: 0 Scheidsrechter: Iván Barton (SLV) |

|                                                                                 |        |       |                  |                                                                                      |
| 24 maart WK-kwalificatie Finaleronde № 956 «onderlinge duels» 20:00 uur (UTC−6) | Mexico | 0 – 0 | Verenigde Staten | Aztekenstadion, Mexico-Stad Toeschouwers: 47.000 Scheidsrechter: Mario Escobar (GUA) |
| 24 maart WK-kwalificatie Finaleronde № 956 «onderlinge duels» 20:00 uur (UTC−6) |        |       |                  | Aztekenstadion, Mexico-Stad Toeschouwers: 47.000 Scheidsrechter: Mario Escobar (GUA) |

|                                                                                 |          |                   |        | |
| 27 maart WK-kwalificatie Finaleronde № 957 «onderlinge duels» 17:05 uur (UTC−6) | Honduras | 0 – 1             | Mexico | Estadio Olímpico Metropolitano, San Pedro Sula Toeschouwers: 0 Scheidsrechter: Armando Villarreal (USA) |
| 27 maart WK-kwalificatie Finaleronde № 957 «onderlinge duels» 17:05 uur (UTC−6) |          | 70' Edson Álvarez |        | Estadio Olímpico Metropolitano, San Pedro Sula Toeschouwers: 0 Scheidsrechter: Armando Villarreal (USA) |

|                                                                                 |                                          |       |             |                                                                                      |
| 30 maart WK-kwalificatie Finaleronde № 958 «onderlinge duels» 19:05 uur (UTC−6) | Mexico                                   | 2 – 0 | El Salvador | Aztekenstadion, Mexico-Stad Toeschouwers: 65.200 Scheidsrechter: Oshane Nation (JAM) |
| 30 maart WK-kwalificatie Finaleronde № 958 «onderlinge duels» 19:05 uur (UTC−6) | Uriel Antuna 17' Raúl Jiménez 43' (pen.) |       |             | Aztekenstadion, Mexico-Stad Toeschouwers: 65.200 Scheidsrechter: Oshane Nation (JAM) |

|                                                                       |        |       |           |                                                                                      |
| 27 april Vriendschappelijk № 959 «onderlinge duels» 20:30 uur (UTC−4) | Mexico | 0 – 0 | Guatemala | Camping World Stadium, Orlando Toeschouwers: 37.311 Scheidsrechter: Reon Radix (GRN) |
| 27 april Vriendschappelijk № 959 «onderlinge duels» 20:30 uur (UTC−4) |        |       |           | Camping World Stadium, Orlando Toeschouwers: 37.311 Scheidsrechter: Reon Radix (GRN) |

|                                                                     |                                                      |       |                    |                                                                                       |
| 28 mei Vriendschappelijk № 960 «onderlinge duels» 19:08 uur (UTC−5) | Mexico                                               | 2 – 1 | Nigeria            | AT&T Stadium, Arlington Toeschouwers: 56.872 Scheidsrechter: José Torres Rivera (PUR) |
| 28 mei Vriendschappelijk № 960 «onderlinge duels» 19:08 uur (UTC−5) | Santiago Giménez 12' William Troost-Ekong 56' (e.d.) |       | 54' Cyriel Dessers | AT&T Stadium, Arlington Toeschouwers: 56.872 Scheidsrechter: José Torres Rivera (PUR) |

|                                                                     |        |                                                         |         |                                                                                       |
| 2 juni Vriendschappelijk № 961 «onderlinge duels» 19:00 uur (UTC−7) | Mexico | 0 – 3                                                   | Uruguay | State Farm Stadium, Glendale Toeschouwers: 57.735 Scheidsrechter: Juan Calderón (CRC) |
| 2 juni Vriendschappelijk № 961 «onderlinge duels» 19:00 uur (UTC−7) |        | 35' Matías Vecino 46' Edinson Cavani 54' Edinson Cavani |         | State Farm Stadium, Glendale Toeschouwers: 57.735 Scheidsrechter: Juan Calderón (CRC) |

|                                                                     |        |       |         |                                                                                  |
| 5 juni Vriendschappelijk № 962 «onderlinge duels» 18:30 uur (UTC−5) | Mexico | 0 – 0 | Ecuador | Soldier Field, Chicago Toeschouwers: 61.104 Scheidsrechter: Oliver Vergara (PAN) |
| 5 juni Vriendschappelijk № 962 «onderlinge duels» 18:30 uur (UTC−5) |        |       |         | Soldier Field, Chicago Toeschouwers: 61.104 Scheidsrechter: Oliver Vergara (PAN) |

|                                                                                    |                                                             |       |          |                                                                           |
| 11 juni CONCACAF Nations League Groep A № 963 «onderlinge duels» 21:00 uur (UTC−5) | Mexico                                                      | 3 – 0 | Suriname | Estadio Corona, Torreón Toeschouwers: 0 Scheidsrechter: Iván Barton (SLV) |
| 11 juni CONCACAF Nations League Groep A № 963 «onderlinge duels» 21:00 uur (UTC−5) | Israel Reyes 4' Henry Martín 40' (pen.) Érick Sánchez 90+4' |       |          | Estadio Corona, Torreón Toeschouwers: 0 Scheidsrechter: Iván Barton (SLV) |

|                                                                                    |                |       |                 |                                                                               |
| 14 juni CONCACAF Nations League Groep A № 964 «onderlinge duels» 19:00 uur (UTC−5) | Jamaica        | 1 – 1 | Mexico          | Independence Park, Kingston Toeschouwers: 0 Scheidsrechter: Bryan López (GUA) |
| 14 juni CONCACAF Nations League Groep A № 964 «onderlinge duels» 19:00 uur (UTC−5) | Leon Bailey 4' |       | 45+3' Luis Romo | Independence Park, Kingston Toeschouwers: 0 Scheidsrechter: Bryan López (GUA) |

|                                                                          |        |                     |          |                                                                                        |
| 31 augustus Vriendschappelijk № 965 «onderlinge duels» 21:00 uur (UTC−4) | Mexico | 0 – 1               | Paraguay | Mercedes-Benz Stadium, Atlanta Toeschouwers: 51.387 Scheidsrechter: Nima Saghafi (USA) |
| 31 augustus Vriendschappelijk № 965 «onderlinge duels» 21:00 uur (UTC−4) |        | 50' Derlis González |          | Mercedes-Benz Stadium, Atlanta Toeschouwers: 51.387 Scheidsrechter: Nima Saghafi (USA) |

|                                                                           |                    |       |      |                                                                            |
| 24 september Vriendschappelijk № 966 «onderlinge duels» 18:00 uur (UTC−7) | Mexico             | 1 – 0 | Peru | Rose Bowl, Pasadena Toeschouwers: 62.729 Scheidsrechter: Bryan López (GUA) |
| 24 september Vriendschappelijk № 966 «onderlinge duels» 18:00 uur (UTC−7) | Hirving Lozano 85' |       |      | Rose Bowl, Pasadena Toeschouwers: 62.729 Scheidsrechter: Bryan López (GUA) |

|                                                                           |                                           |       |                                                            |                                                                                     |
| 27 september Vriendschappelijk № 967 «onderlinge duels» 18:00 uur (UTC−7) | Mexico                                    | 2 – 3 | Colombia                                                   | Levi's Stadium, Santa Clara Toeschouwers: 67.311 Scheidsrechter: Nima Saghafi (USA) |
| 27 september Vriendschappelijk № 967 «onderlinge duels» 18:00 uur (UTC−7) | Alexis Vega 6' (pen.) Gerardo Arteaga 29' |       | 49' Luis Sinisterra 52' Luis Sinisterra 68' Wílmar Barrios | Levi's Stadium, Santa Clara Toeschouwers: 67.311 Scheidsrechter: Nima Saghafi (USA) |

|                                                                         |                                                                             |       |      |                                                                                             |
| 9 november Vriendschappelijk № 968 «onderlinge duels» 21:00 uur (UTC+1) | Mexico                                                                      | 4 – 0 | Irak | Estadi Montilivi, Girona Toeschouwers: 500 Scheidsrechter: Guillermo Cuadra Fernández (ESP) |
| 9 november Vriendschappelijk № 968 «onderlinge duels» 21:00 uur (UTC+1) | Alexis Vega 4' Rogelio Funes Mori 48' Jesús Gallardo 67' Uriel Antuna 90+2' |       |      | Estadi Montilivi, Girona Toeschouwers: 500 Scheidsrechter: Guillermo Cuadra Fernández (ESP) |

|                                                                          |                 |       |                                        |                                                                                     |
| 16 november Vriendschappelijk № 969 «onderlinge duels» 20:30 uur (UTC+1) | Mexico          | 1 – 2 | Zweden                                 | Estadi Montilivi, Girona Toeschouwers: 5.395 Scheidsrechter: César Soto Grado (ESP) |
| 16 november Vriendschappelijk № 969 «onderlinge duels» 20:30 uur (UTC+1) | Alexis Vega 60' |       | 54' Marcus Rohdén 84' Mattias Svanberg | Estadi Montilivi, Girona Toeschouwers: 5.395 Scheidsrechter: César Soto Grado (ESP) |

| Wereldkampioenschap voetbal 2022 |
| -------------------------------- |

|                                                                        |         |       |       | |
| 22 november WK 2022 Groep C № 970 «onderlinge duels» 19:00 uur (UTC+3) | Mexico  | 0 – 0 | Polen | Stadion 974, Doha Toeschouwers: 39.369 Scheidsrechter: Chris Beath (AUS) Video-assistent: Shaun Evans (AUS) |
| 22 november WK 2022 Groep C № 970 «onderlinge duels» 19:00 uur (UTC+3) | Verslag |       |       | Stadion 974, Doha Toeschouwers: 39.369 Scheidsrechter: Chris Beath (AUS) Video-assistent: Shaun Evans (AUS) |

|                                                                        |                                     |         |        | |
| 26 november WK 2022 Groep C № 971 «onderlinge duels» 22:00 uur (UTC+3) | Argentinië                          | 2 – 0   | Mexico | Lusailstadion, Lusail Toeschouwers: 88.966 Scheidsrechter: Daniele Orsato (ITA) Video-assistent: Massimiliano Irrati (ITA) |
| 26 november WK 2022 Groep C № 971 «onderlinge duels» 22:00 uur (UTC+3) | Lionel Messi 64' Enzo Fernández 87' | Verslag |        | Lusailstadion, Lusail Toeschouwers: 88.966 Scheidsrechter: Daniele Orsato (ITA) Video-assistent: Massimiliano Irrati (ITA) |

|                                                                        |                        |         |                                  | |
| 30 november WK 2022 Groep C № 972 «onderlinge duels» 22:00 uur (UTC+3) | Saoedi-Arabië          | 1 – 2   | Mexico                           | Lusailstadion, Lusail Toeschouwers: 84.985 Scheidsrechter: Michael Oliver (ENG) Video-assistent: Massimiliano Irrati (ITA) |
| 30 november WK 2022 Groep C № 972 «onderlinge duels» 22:00 uur (UTC+3) | Salem Al-Dawsari 90+5' | Verslag | 47' Henry Martín 52' Luis Chávez | Lusailstadion, Lusail Toeschouwers: 84.985 Scheidsrechter: Michael Oliver (ENG) Video-assistent: Massimiliano Irrati (ITA) |

|  |  |  |  |  |  |  |  |  |

### 2023
|                                                                                     |          |                                              |        |                                                                                |
| 23 maart CONCACAF Nations League Groep A № 973 «onderlinge duels» 21:00 uur (UTC−3) | Suriname | 0 – 2                                        | Mexico | Dr. Ir. Franklin Essed Stadion, Paramaribo Scheidsrechter: Said Martínez (HON) |
| 23 maart CONCACAF Nations League Groep A № 973 «onderlinge duels» 21:00 uur (UTC−3) |          | 64' Johan Vásquez 82' (e.d.) Damil Dankerlui |        | Dr. Ir. Franklin Essed Stadion, Paramaribo Scheidsrechter: Said Martínez (HON) |

|                                                                                     |                                                |       |                                                  |                                                                 |
| 26 maart CONCACAF Nations League Groep A № 974 «onderlinge duels» 18:00 uur (UTC−6) | Mexico                                         | 2 – 2 | Jamaica                                          | Aztekenstadion, Mexico-Stad Scheidsrechter: Ismail Elfath (USA) |
| 26 maart CONCACAF Nations League Groep A № 974 «onderlinge duels» 18:00 uur (UTC−6) | Orbelín Pineda 17' Hirving Lozano 45+2' (pen.) |       | 8' Bobby Decordova-Reid 33' (e.d.) Edson Álvarez | Aztekenstadion, Mexico-Stad Scheidsrechter: Ismail Elfath (USA) |

|                                                                                           |                    |       |                  |                                                                                     |
| 19 april Vriendschappelijk Continental Clásico № 975 «onderlinge duels» 19:22 uur (UTC−7) | Verenigde Staten   | 1 – 1 | Mexico           | State Farm Stadium, Glendale Toeschouwers: 55.730 Scheidsrechter: Bryan Lopez (GUA) |
| 19 april Vriendschappelijk Continental Clásico № 975 «onderlinge duels» 19:22 uur (UTC−7) | Jesús Ferreira 81' |       | 55' Uriel Antuna | State Farm Stadium, Glendale Toeschouwers: 55.730 Scheidsrechter: Bryan Lopez (GUA) |

|                                                                     |                                                |       |           |                                                                                         |
| 7 juni Vriendschappelijk № 976 «onderlinge duels» 19:00 uur (UTC−7) | Mexico                                         | 2 – 0 | Guatemala | Estadio de Mazatlán, Mazatlán Toeschouwers: 20.068 Scheidsrechter: Nelson Salgado (HON) |
| 7 juni Vriendschappelijk № 976 «onderlinge duels» 19:00 uur (UTC−7) | Raúl Jiménez 14' (pen.) Roberto de la Rosa 80' |       |           | Estadio de Mazatlán, Mazatlán Toeschouwers: 20.068 Scheidsrechter: Nelson Salgado (HON) |

|                                                                      |                                        |       |                                       |                                                                                       |
| 10 juni Vriendschappelijk № 977 «onderlinge duels» 19:00 uur (UTC−7) | Mexico                                 | 2 – 2 | Kameroen                              | Snapdragon Stadium, San Diego Toeschouwers: 30.543 Scheidsrechter: Kimbell Ward (SKN) |
| 10 juni Vriendschappelijk № 977 «onderlinge duels» 19:00 uur (UTC−7) | Israel Reyes 45+2' Kevin Álvarez 90+4' |       | 37' Bryan Mbeumo 61' Karl Toko Ekambi | Snapdragon Stadium, San Diego Toeschouwers: 30.543 Scheidsrechter: Kimbell Ward (SKN) |

|                                                                                         |                                                              |       |        | |
| 15 juni CONCACAF Nations League Halve finale № 978 «onderlinge duels» 19:00 uur (UTC−7) | Verenigde Staten                                             | 3 – 0 | Mexico | Allegiant Stadium, Paradise Toeschouwers: 65.000 Scheidsrechter: Iván Barton (SLV) Video-assistent: Tatiana Guzmán (NCA) |
| 15 juni CONCACAF Nations League Halve finale № 978 «onderlinge duels» 19:00 uur (UTC−7) | Christian Pulisic 37' Christian Pulisic 46' Ricardo Pepi 78' |       |        | Allegiant Stadium, Paradise Toeschouwers: 65.000 Scheidsrechter: Iván Barton (SLV) Video-assistent: Tatiana Guzmán (NCA) |

|                                                                                         |        |                   |        | |
| 18 juni CONCACAF Nations League Troostfinale № 979 «onderlinge duels» 15:00 uur (UTC−7) | Panama | 0 – 1             | Mexico | Allegiant Stadium, Paradise Toeschouwers: 35.000 Scheidsrechter: Daneon Parchment (JAM) Video-assistent: Tatiana Guzmán (NCA) |
| 18 juni CONCACAF Nations League Troostfinale № 979 «onderlinge duels» 15:00 uur (UTC−7) |        | 4' Jesús Gallardo |        | Allegiant Stadium, Paradise Toeschouwers: 35.000 Scheidsrechter: Daneon Parchment (JAM) Video-assistent: Tatiana Guzmán (NCA) |

| CONCACAF Gold Cup 2023 |
| ---------------------- |

|                                                                     |                                                               |       |          | |
| 25 juni Gold Cup Groep B № 980 «onderlinge duels» 19:00 uur (UTC−5) | Mexico                                                        | 4 – 0 | Honduras | NRG Stadium, Houston Toeschouwers: 66.255 Scheidsrechter: Mario Escobar (GUA) Video-assistent: Tim Ford (USA) |
| 25 juni Gold Cup Groep B № 980 «onderlinge duels» 19:00 uur (UTC−5) | Luis Romo 1' Luis Romo 23' Orbelín Pineda 52' Luis Chávez 64' |       |          | NRG Stadium, Houston Toeschouwers: 66.255 Scheidsrechter: Mario Escobar (GUA) Video-assistent: Tim Ford (USA) |

|                                                                     |                         |       |                                                              | |
| 29 juni Gold Cup Groep B № 981 «onderlinge duels» 19:00 uur (UTC−7) | Haïti                   | 1 – 3 | Mexico                                                       | State Farm Stadium, Glendale Toeschouwers: 34.517 Scheidsrechter: Walter López (GUA) Video-assistent: Chris Penso (USA) |
| 29 juni Gold Cup Groep B № 981 «onderlinge duels» 19:00 uur (UTC−7) | Danley Jean Jacques 78' |       | 46' Henry Martín 56' (e.d.) Ricardo Adé 83' Santiago Giménez | State Farm Stadium, Glendale Toeschouwers: 34.517 Scheidsrechter: Walter López (GUA) Video-assistent: Chris Penso (USA) |

|                                                                    |        |                   |       | |
| 2 juli Gold Cup Groep B № 982 «onderlinge duels» 18:00 uur (UTC−7) | Mexico | 0 – 1             | Qatar | Levi's Stadium, Santa Clara Toeschouwers: 60.347 Scheidsrechter: Drew Fischer (CAN) Video-assistent: Edvin Jurisevic (USA) |
| 2 juli Gold Cup Groep B № 982 «onderlinge duels» 18:00 uur (UTC−7) |        | 27' Hazem Shehata |       | Levi's Stadium, Santa Clara Toeschouwers: 60.347 Scheidsrechter: Drew Fischer (CAN) Video-assistent: Edvin Jurisevic (USA) |

|                                                                        |                                             |       |            | |
| 8 juli Gold Cup Kwartfinale № 983 «onderlinge duels» 20:30 uur (UTC−5) | Mexico                                      | 2 – 0 | Costa Rica | AT&T Stadium, Arlington Toeschouwers: 60.355 Scheidsrechter: Said Martínez (HON) Video-assistent: Chris Penso (USA) |
| 8 juli Gold Cup Kwartfinale № 983 «onderlinge duels» 20:30 uur (UTC−5) | Orbelín Pineda 52' (pen.) Érick Sánchez 87' |       |            | AT&T Stadium, Arlington Toeschouwers: 60.355 Scheidsrechter: Said Martínez (HON) Video-assistent: Chris Penso (USA) |

|                                                                          |         |                                                        |        | |
| 12 juli Gold Cup Halve finale № 984 «onderlinge duels» 16:30 uur (UTC−7) | Jamaica | 0 – 3                                                  | Mexico | Allegiant Stadium, Paradise Toeschouwers: 29.886 Scheidsrechter: Mario Escobar (GUA) Video-assistent: Ricardo Montero (CRC) |
| 12 juli Gold Cup Halve finale № 984 «onderlinge duels» 16:30 uur (UTC−7) |         | 2' Henry Martín 30' Luis Chávez 90+3' Roberto Alvarado |        | Allegiant Stadium, Paradise Toeschouwers: 29.886 Scheidsrechter: Mario Escobar (GUA) Video-assistent: Ricardo Montero (CRC) |

|                                                                    |                      |       |        | |
| 16 juli Gold Cup Finale № 985 «onderlinge duels» 16:30 uur (UTC−7) | Mexico               | 1 – 0 | Panama | SoFi Stadium, Inglewood Toeschouwers: 72.963 Scheidsrechter: Said Martínez (HON) Video-assistent: Ricardo Montero (CRC) |
| 16 juli Gold Cup Finale № 985 «onderlinge duels» 16:30 uur (UTC−7) | Santiago Giménez 88' |       |        | SoFi Stadium, Inglewood Toeschouwers: 72.963 Scheidsrechter: Said Martínez (HON) Video-assistent: Ricardo Montero (CRC) |

|  |  |  |  |  |  |  |  |  |

|                                                                          |                                          |       |                                           |                                                                                  |
| 9 september Vriendschappelijk № 986 «onderlinge duels» 21:00 uur (UTC−5) | Mexico                                   | 2 – 2 | Australië                                 | AT&T Stadium, Arlington Toeschouwers: 52.787 Scheidsrechter: Rubio Vázquez (USA) |
| 9 september Vriendschappelijk № 986 «onderlinge duels» 21:00 uur (UTC−5) | Raúl Jiménez 69' (pen.) César Huerta 83' |       | 16' Harry Souttar 63' (pen.) Martin Boyle | AT&T Stadium, Arlington Toeschouwers: 52.787 Scheidsrechter: Rubio Vázquez (USA) |

|                                                                           |                                                    |       |                                                                             |                                                                                        |
| 12 september Vriendschappelijk № 987 «onderlinge duels» 19:30 uur (UTC−4) | Mexico                                             | 3 – 3 | Oezbekistan                                                                 | Mercedes-Benz Stadium, Atlanta Toeschouwers: 33.817 Scheidsrechter: Victor Rivas (USA) |
| 12 september Vriendschappelijk № 987 «onderlinge duels» 19:30 uur (UTC−4) | Raúl Jiménez 21' Raúl Jiménez 81' Uriel Antuna 88' |       | 18' Boboer Abdicholikov 45+1' Azizbek Toergoenbojev 90+2' Otabek Sjoekoerov | Mercedes-Benz Stadium, Atlanta Toeschouwers: 33.817 Scheidsrechter: Victor Rivas (USA) |

|                                                                         |                                     |       |       |                                                                                             |
| 14 oktober Vriendschappelijk № 988 «onderlinge duels» 20:30 uur (UTC−4) | Mexico                              | 2 – 0 | Ghana | Bank of America Stadium, Charlotte Toeschouwers: 60.963 Scheidsrechter: Joe Dickerson (USA) |
| 14 oktober Vriendschappelijk № 988 «onderlinge duels» 20:30 uur (UTC−4) | Hirving Lozano 57' Uriel Antuna 72' |       |       | Bank of America Stadium, Charlotte Toeschouwers: 60.963 Scheidsrechter: Joe Dickerson (USA) |

|                                                                         |                                    |       |                                         |                                                                                                 |
| 17 oktober Vriendschappelijk № 989 «onderlinge duels» 20:00 uur (UTC−4) | Mexico                             | 2 – 2 | Duitsland                               | Lincoln Financial Field, Philadelphia Toeschouwers: 62.284 Scheidsrechter: Rubiel Vazquez (USA) |
| 17 oktober Vriendschappelijk № 989 «onderlinge duels» 20:00 uur (UTC−4) | Uriel Antuna 37' Érick Sánchez 47' |       | 25' Antonio Rüdiger 51' Niclas Füllkrug | Lincoln Financial Field, Philadelphia Toeschouwers: 62.284 Scheidsrechter: Rubiel Vazquez (USA) |

|                                                                                            |                                     |       |        | |
| 17 november CONCACAF Nations League Kwartfinale № 990 «onderlinge duels» 20:00 uur (UTC−6) | Honduras                            | 2 – 0 | Mexico | Estadio Chelato Uclés, Tegucigalpa Toeschouwers: 22.444 Scheidsrechter: Juan Gabriel Calderón (CRC) |
| 17 november CONCACAF Nations League Kwartfinale № 990 «onderlinge duels» 20:00 uur (UTC−6) | Anthony Lozano 30' Bryan Róchez 72' |       |        | Estadio Chelato Uclés, Tegucigalpa Toeschouwers: 22.444 Scheidsrechter: Juan Gabriel Calderón (CRC) |

|                                                                                            |                                                            |       |                                                   |                                                                                    |
| 21 november CONCACAF Nations League Kwartfinale № 991 «onderlinge duels» 20:30 uur (UTC−6) | Mexico                                                     | 2 – 0 | Honduras                                          | Aztekenstadion, Mexico-Stad Toeschouwers: 70.078 Scheidsrechter: Iván Barton (SLV) |
| 21 november CONCACAF Nations League Kwartfinale № 991 «onderlinge duels» 20:30 uur (UTC−6) | Luis Chávez 43' Edson Álvarez 90+11'                       |       |                                                   | Aztekenstadion, Mexico-Stad Toeschouwers: 70.078 Scheidsrechter: Iván Barton (SLV) |
| 21 november CONCACAF Nations League Kwartfinale № 991 «onderlinge duels» 20:30 uur (UTC−6) | Strafschoppen                                              |       |                                                   | Aztekenstadion, Mexico-Stad Toeschouwers: 70.078 Scheidsrechter: Iván Barton (SLV) |
| 21 november CONCACAF Nations League Kwartfinale № 991 «onderlinge duels» 20:30 uur (UTC−6) | Santiago Giménez Johan Vásquez Orbelín Pineda César Huerta | 4 – 2 | Bryan Róchez Bryan Acosta Alberth Elis Andy Najar | Aztekenstadion, Mexico-Stad Toeschouwers: 70.078 Scheidsrechter: Iván Barton (SLV) |

|                                                                          |                                       |       |                                                        | |
| 16 december Vriendschappelijk № 992 «onderlinge duels» 16:00 uur (UTC−8) | Mexico                                | 2 – 3 | Colombia                                               | Los Angeles Memorial Coliseum, Los Angeles Toeschouwers: 64.609 Scheidsrechter: Victor Rivas (USA) |
| 16 december Vriendschappelijk № 992 «onderlinge duels» 16:00 uur (UTC−8) | Omar Govea 40' Guillermo Martínez 50' |       | 55' Andrés Reyes 69' Roger Martínez 90+2' Andrés Gomez | Los Angeles Memorial Coliseum, Los Angeles Toeschouwers: 64.609 Scheidsrechter: Victor Rivas (USA) |

### 2024
|                                                                                          |        |                                                          |        | |
| 21 maart CONCACAF Nations League Halve finale № 993 «onderlinge duels» 21:15 uur (UTC−5) | Panama | 0 – 3                                                    | Mexico | AT&T Stadium, Arlington Toeschouwers: 40.926 Scheidsrechter: Walter López (GUA) Video-assistent: Benjamín Pineda (CRC) |
| 21 maart CONCACAF Nations League Halve finale № 993 «onderlinge duels» 21:15 uur (UTC−5) |        | 40' Edson Álvarez 43' Julián Quiñones 67' Orbelín Pineda |        | AT&T Stadium, Arlington Toeschouwers: 40.926 Scheidsrechter: Walter López (GUA) Video-assistent: Benjamín Pineda (CRC) |

|                                                                                    |        |                                    |                  | |
| 24 maart CONCACAF Nations League Finale № 994 «onderlinge duels» 20:15 uur (UTC−5) | Mexico | 0 – 2                              | Verenigde Staten | AT&T Stadium, Arlington Toeschouwers: 59.471 Scheidsrechter: Drew Fischer (CAN) Video-assistent: Tatiana Guzmán (NCA) |
| 24 maart CONCACAF Nations League Finale № 994 «onderlinge duels» 20:15 uur (UTC−5) |        | 45' Tyler Adams 63' Giovanni Reyna |                  | AT&T Stadium, Arlington Toeschouwers: 59.471 Scheidsrechter: Drew Fischer (CAN) Video-assistent: Tatiana Guzmán (NCA) |

|                                                                     |                    |       |         |                                                                                |
| 31 mei Vriendschappelijk № 995 «onderlinge duels» 20:30 uur (UTC−5) | Mexico             | 1 – 0 | Bolivia | Soldier Field, Chicago Toeschouwers: 52.273 Scheidsrechter: Yusuke Araki (JPN) |
| 31 mei Vriendschappelijk № 995 «onderlinge duels» 20:30 uur (UTC−5) | Efraín Álvarez 47' |       |         | Soldier Field, Chicago Toeschouwers: 52.273 Scheidsrechter: Yusuke Araki (JPN) |

|                                                                     |        |                                                                         |         |                                                                                             |
| 5 juni Vriendschappelijk № 996 «onderlinge duels» 19:00 uur (UTC−6) | Mexico | 0 – 4                                                                   | Uruguay | Empower Field at Mile High, Denver Toeschouwers: 50.000 Scheidsrechter: Oshane Nation (JAM) |
| 5 juni Vriendschappelijk № 996 «onderlinge duels» 19:00 uur (UTC−6) |        | 7' Darwin Núñez 26' Facundo Pellistri 44' Darwin Núñez 49' Darwin Núñez |         | Empower Field at Mile High, Denver Toeschouwers: 50.000 Scheidsrechter: Oshane Nation (JAM) |

|                                                                     |                                               |       |                                                         |                                                                                      |
| 8 juni Vriendschappelijk № 997 «onderlinge duels» 20:00 uur (UTC−5) | Mexico                                        | 2 – 3 | Brazilië                                                | Kyle Field, College Station Toeschouwers: 85.249 Scheidsrechter: Lukasz Szpala (USA) |
| 8 juni Vriendschappelijk № 997 «onderlinge duels» 20:00 uur (UTC−5) | Yan Couto 73' (e.d.) Guillermo Martínez 90+2' |       | 5' Andreas Pereira 54' Gabriel Martinelli 90+6' Endrick | Kyle Field, College Station Toeschouwers: 85.249 Scheidsrechter: Lukasz Szpala (USA) |

| Copa América 2024 |
| ----------------- |

|                                                                         |                     |       |         |                                                                               |
| 22 juni Copa América Groep B № 998 «onderlinge duels» 20:00 uur (UTC−5) | Mexico              | 1 – 0 | Jamaica | NRG Stadium, Houston Toeschouwers: 53.763 Scheidsrechter: Ismail Elfath (USA) |
| 22 juni Copa América Groep B № 998 «onderlinge duels» 20:00 uur (UTC−5) | Gerardo Arteaga 69' |       |         | NRG Stadium, Houston Toeschouwers: 53.763 Scheidsrechter: Ismail Elfath (USA) |

|                                                                         |                           |       |        |                                                                                  |
| 26 juni Copa América Groep B № 999 «onderlinge duels» 18:00 uur (UTC−7) | Venezuela                 | 1 – 0 | Mexico | SoFi Stadium, Inglewood Toeschouwers: 72.773 Scheidsrechter: Raphael Claus (BRA) |
| 26 juni Copa América Groep B № 999 «onderlinge duels» 18:00 uur (UTC−7) | Salomón Rondón 57' (pen.) |       |        | SoFi Stadium, Inglewood Toeschouwers: 72.773 Scheidsrechter: Raphael Claus (BRA) |

|                                                                          |        |       |         |                                                                                       |
| 30 juni Copa América Groep B № 1000 «onderlinge duels» 17:00 uur (UTC−7) | Mexico | 0 – 0 | Ecuador | State Farm Stadium, Glendale Toeschouwers: 62.565 Scheidsrechter: Mario Escobar (GUA) |
| 30 juni Copa América Groep B № 1000 «onderlinge duels» 17:00 uur (UTC−7) |        |       |         | State Farm Stadium, Glendale Toeschouwers: 62.565 Scheidsrechter: Mario Escobar (GUA) |

|  |  |  |  |  |  |  |  |  |

|                                                                           |                                                  |       |               |                                                                              |
| 7 september Vriendschappelijk № 1001 «onderlinge duels» 18:00 uur (UTC−7) | Mexico                                           | 3 – 0 | Nieuw-Zeeland | Rose Bowl, Pasadena Toeschouwers: 25.271 Scheidsrechter: Joe Dickerson (USA) |
| 7 september Vriendschappelijk № 1001 «onderlinge duels» 18:00 uur (UTC−7) | Orbelín Pineda 5' César Huerta 53' Luis Romo 57' |       |               | Rose Bowl, Pasadena Toeschouwers: 25.271 Scheidsrechter: Joe Dickerson (USA) |

|                                                                            |        |       |        |                                                                                 |
| 10 september Vriendschappelijk № 1002 «onderlinge duels» 20:00 uur (UTC−5) | Mexico | 0 – 0 | Canada | AT&T Stadium, Arlington Toeschouwers: 32.623 Scheidsrechter: Victor Rivas (USA) |
| 10 september Vriendschappelijk № 1002 «onderlinge duels» 20:00 uur (UTC−5) |        |       |        | AT&T Stadium, Arlington Toeschouwers: 32.623 Scheidsrechter: Victor Rivas (USA) |

|                                                                          |                                   |       |                  |                                                                                  |
| 15 oktober Vriendschappelijk № 1003 «onderlinge duels» 20:30 uur (UTC−6) | Mexico                            | 2 – 0 | Verenigde Staten | Estadio Akron, Zapopan Toeschouwers: 43.537 Scheidsrechter: Keylor Herrera (CRC) |
| 15 oktober Vriendschappelijk № 1003 «onderlinge duels» 20:30 uur (UTC−6) | Raúl Jiménez 22' César Huerta 49' |       |                  | Estadio Akron, Zapopan Toeschouwers: 43.537 Scheidsrechter: Keylor Herrera (CRC) |

|                                                                                             |                               |       |        |                                                                                                   |
| 15 november CONCACAF Nations League Kwartfinale № 1004 «onderlinge duels» 20:00 uur (UTC−6) | Honduras                      | 2 – 0 | Mexico | Estadio Francisco Morazán, San Pedro Sula Toeschouwers: 12.866 Scheidsrechter: Walter López (GUA) |
| 15 november CONCACAF Nations League Kwartfinale № 1004 «onderlinge duels» 20:00 uur (UTC−6) | Luis Palma 64' Luis Palma 83' |       |        | Estadio Francisco Morazán, San Pedro Sula Toeschouwers: 12.866 Scheidsrechter: Walter López (GUA) |

|                                                                                             |                                                                               |       |          |                                                                                      |
| 19 november CONCACAF Nations League Kwartfinale № 1005 «onderlinge duels» 20:30 uur (UTC−6) | Mexico                                                                        | 4 – 0 | Honduras | Estadio Nemesio Díez, Toluca Toeschouwers: 26.898 Scheidsrechter: Drew Fischer (CAN) |
| 19 november CONCACAF Nations League Kwartfinale № 1005 «onderlinge duels» 20:30 uur (UTC−6) | Raúl Jiménez 42' Henry Martín 72' Jorge Sánchez 85' Henry Martín 90+7' (pen.) |       |          | Estadio Nemesio Díez, Toluca Toeschouwers: 26.898 Scheidsrechter: Drew Fischer (CAN) |

### 2025
|                                                                                           |        |                                  |        | |
| 20 maart CONCACAF Nations League Halve finale № 1006 «onderlinge duels» 19:30 uur (UTC−7) | Canada | 0 – 2                            | Mexico | SoFi Stadium, Inglewood Toeschouwers: 50.295 Scheidsrechter: Said Martínez (HON) Video-assistent: Benjamín Pineda (CRC) |
| 20 maart CONCACAF Nations League Halve finale № 1006 «onderlinge duels» 19:30 uur (UTC−7) |        | 1' Raúl Jiménez 75' Raúl Jiménez |        | SoFi Stadium, Inglewood Toeschouwers: 50.295 Scheidsrechter: Said Martínez (HON) Video-assistent: Benjamín Pineda (CRC) |

|                                                                                     |                                           |       |                                     | |
| 23 maart CONCACAF Nations League Finale № 1007 «onderlinge duels» 18:30 uur (UTC−7) | Mexico                                    | 2 – 1 | Panama                              | SoFi Stadium, Inglewood Toeschouwers: 68.212 Scheidsrechter: Mario Escobar (GUA) Video-assistent: Tatiana Guzmán (NCA) |
| 23 maart CONCACAF Nations League Finale № 1007 «onderlinge duels» 18:30 uur (UTC−7) | Raúl Jiménez 8' Raúl Jiménez 90+2' (pen.) |       | 45+2' (pen.) Adalberto Carrasquilla | SoFi Stadium, Inglewood Toeschouwers: 68.212 Scheidsrechter: Mario Escobar (GUA) Video-assistent: Tatiana Guzmán (NCA) |

|                                                                      |        |   |             |                                                                                 |
| 7 juni Vriendschappelijk № 1008 «onderlinge duels» 14:00 uur (UTC−6) | Mexico | – | Zwitserland | Rice–Eccles Stadium, Salt Lake City Toeschouwers: n.n.b. Scheidsrechter: n.n.b. |
| 7 juni Vriendschappelijk № 1008 «onderlinge duels» 14:00 uur (UTC−6) |        |   |             | Rice–Eccles Stadium, Salt Lake City Toeschouwers: n.n.b. Scheidsrechter: n.n.b. |

|                                                                       |        |   |         |                                                                        |
| 10 juni Vriendschappelijk № 1009 «onderlinge duels» 20:30 uur (UTC−4) | Mexico | – | Turkije | Kenan Stadium, Chapel Hill Toeschouwers: n.n.b. Scheidsrechter: n.n.b. |
| 10 juni Vriendschappelijk № 1009 «onderlinge duels» 20:30 uur (UTC−4) |        |   |         | Kenan Stadium, Chapel Hill Toeschouwers: n.n.b. Scheidsrechter: n.n.b. |

| CONCACAF Gold Cup 2025 |
| ---------------------- |

|                                                                          |        |   |                        |                                                                     |
| 14 juni Gold Cup Groep A № 1010 «onderlinge duels» 19:15 uur uur (UTC−7) | Mexico | – | Dominicaanse Republiek | SoFi Stadium, Inglewood Toeschouwers: n.n.b. Scheidsrechter: n.n.b. |
| 14 juni Gold Cup Groep A № 1010 «onderlinge duels» 19:15 uur uur (UTC−7) |        |   |                        | SoFi Stadium, Inglewood Toeschouwers: n.n.b. Scheidsrechter: n.n.b. |

|                                                                      |          |   |        |                                                                     |
| 18 juni Gold Cup Groep A № 1011 «onderlinge duels» 21:00 uur (UTC−5) | Suriname | – | Mexico | AT&T Stadium, Arlington Toeschouwers: n.n.b. Scheidsrechter: n.n.b. |
| 18 juni Gold Cup Groep A № 1011 «onderlinge duels» 21:00 uur (UTC−5) |          |   |        | AT&T Stadium, Arlington Toeschouwers: n.n.b. Scheidsrechter: n.n.b. |

|                                                                      |        |   |            |                                                                         |
| 22 juni Gold Cup Groep A № 1012 «onderlinge duels» 19:00 uur (UTC−7) | Mexico | – | Costa Rica | Allegiant Stadium, Paradise Toeschouwers: n.n.b. Scheidsrechter: n.n.b. |
| 22 juni Gold Cup Groep A № 1012 «onderlinge duels» 19:00 uur (UTC−7) |        |   |            | Allegiant Stadium, Paradise Toeschouwers: n.n.b. Scheidsrechter: n.n.b. |

|  |  |  |  |  |  |  |  |  |

FMF · A-internationals · Selecties · Bondscoaches · Statistieken · Mexicaans vrouwenelftal · Olympisch elftal · Mexico U21 · Mexico U20 · Mexico U19 · Mexico U18 · Mexico U17
1920 – 1949 ·
1950 – 1969 ·
1970 – 1979 ·
1980 – 1989 ·
1990 – 1999 ·
2000 – 2009 ·
2010 – 2019 ·
2020 – 2029
Copa América 1993 ·
Copa América 1995 ·
Copa América 1997 ·
Copa América 1999 ·
Copa América 2001 ·
Copa América 2004 ·
Copa América 2007 ·
Copa América 2011 ·
Copa América 2015 · 
Copa América 2016
WK 1930 ·
WK 1950 ·
WK 1954 ·
WK 1958 ·
WK 1962 ·
WK 1966 ·
WK 1970 ·
WK 1978 ·
WK 1986 ·
WK 1994 ·
WK 1998 ·
WK 2002 ·
WK 2006 ·
WK 2010 ·
WK 2014 · 
WK 2018
OS 1928 ·
OS 1948 ·
OS 1964 ·
OS 1968 ·
OS 1972 ·
OS 1976 ·
OS 1992 ·
OS 1996 ·
OS 2004 ·
OS 2012 ·
OS 2016 ·
OS 2020
1923 ·
1924–1927 ·
1928 ·
1929 ·
1930 ·
1931–1933 ·
1934 ·
1935 ·
1936 ·
1937 ·
1938 ·
1939–1946 ·
1947 ·
1948 ·
1949 ·
1950 ·
1951 ·
1952 ·
1953 ·
1954 ·
1955 ·
1956 ·
1957 ·
1958 ·
1959 ·
1960 ·
1961 ·
1962 ·
1963 ·
1964 ·
1965 ·
1966 ·
1967 ·
1968 ·
1969 ·
1970 · 
1971 · 
1972 · 
1973 · 
1974 · 
1975 · 
1976 · 
1977 · 
1978 · 
1979 · 
1980 · 
1981 · 
1982 · 
1983 · 
1984 · 
1985 · 
1986 · 
1987 · 
1988 · 
1989 · 
1990 · 
1991 · 
1992 · 
1993 · 
1994 · 
1995 · 
1996 · 
1997 · 
1998 · 
1999 · 
2000 · 
2001 · 
2002 · 
2003 · 
2004 · 
2005 · 
2006 · 
2007 · 
2008 · 
2009 · 
2010 · 
2011 · 
2012 · 
2013 · 
2014 · 
2015 · 
2016 ·
2017 ·
2018 ·
2019 ·
2020 ·
2021 ·
2022 ·
2023
Albanië ·
Algerije ·
Angola ·
Argentinië ·
Australië ·
België ·
Belize ·
Bermuda ·
Bolivia ·
Bosnië en Herzegovina ·
Brazilië ·
Bulgarije ·
Canada ·
Chili ·
China ·
Colombia ·
Congo-Kinshasa ·
Costa Rica ·
Cuba ·
Curaçao ·
DDR ·
Denemarken ·
Dominica ·
Duitsland ·
Ecuador ·
Egypte ·
El Salvador ·
Engeland ·
Estland ·
Fiji ·
Finland ·
Frankrijk ·
Gambia ·
Ghana ·
Griekenland ·
Guatemala ·
Guyana ·
Haïti ·
Honduras ·
Hongarije ·
Ierland ·
IJsland ·
Irak ·
Iran ·
Israël ·
Italië ·
Ivoorkust ·
Jamaica ·
Japan ·
Joegoslavië ·
Kameroen ·
Kroatië ·
Liberia ·
Luxemburg ·
Marokko ·
Martinique ·
Nederland ·
Nederlandse Antillen ·
Nicaragua ·
Nieuw-Zeeland ·
Nigeria ·
Noord-Ierland ·
Noord-Korea ·
Noorwegen ·
Oekraïne ·
Oezbekistan ·
Panama ·
Paraguay ·
Peru ·
Polen ·
Portugal ·
Qatar ·
Roemenië ·
Rusland ·
Saint Kitts en Nevis ·
Saint Vincent en de Grenadines ·
Saoedi-Arabië ·
Schotland ·
Senegal ·
Servië ·
Slovenië ·
Slowakije ·
Sovjet-Unie ·
Spanje ·
Suriname ·
Trinidad en Tobago ·
Tsjechië ·
Tsjecho-Slowakije ·
Tunesië ·
Uruguay ·
Venezuela ·
Verenigde Staten ·
Wales ·
Wit-Rusland ·
Zuid-Afrika ·
Zuid-Korea ·
Zweden ·
Zwitserland
Angola (2006) ·
Argentinië (2006) ·
Brazilië (1999) ·
Brazilië (2014) ·
Brazilië (2018) ·
Duitsland (2018) ·
Frankrijk (2010) ·
Iran (2006) ·
Kameroen (2014) ·
Kroatië (2014) ·
Nederland (2014) ·
Portugal (2006) ·
Uruguay (2010) ·
Zuid-Afrika (2010) ·
Zuid-Korea (2018) ·
Zweden (2018)
CONMEBOL: Argentinië · Bolivia · Brazilië · Chili · Colombia · Ecuador · Paraguay · Peru · Uruguay · Venezuela

UEFA: Albanië · Andorra · Armenië · Azerbeidzjan · België · Bosnië en Herzegovina · Bulgarije · Cyprus · Denemarken · Duitsland · Engeland · Estland · Faeröer · Finland · Frankrijk · Georgië · Gibraltar · Griekenland · Hongarije · IJsland · Ierland · Israël · Italië · Kazachstan · Kosovo · Kroatië · Letland · Liechtenstein · Litouwen · Luxemburg · Malta · Moldavië · Montenegro · Nederland · Noord-Ierland · Noord-Macedonië · Noorwegen · Oekraïne · Oostenrijk · Polen · Portugal · Roemenië · Rusland · San Marino · Schotland · Servië · Slovenië · Slowakije · Spanje · Tsjechië · Turkije · Wales · Wit-Rusland · Zweden · Zwitserland

AFC: Australië · China · Irak · Iran · Japan · Libanon · Oezbekistan · Oman · Qatar · Saoedi-Arabië · Syrië · Verenigde Arabische Emiraten · Vietnam · Zuid-Korea

CAF: Algerije · Burkina Faso · Congo-Kinshasa · Egypte · Ghana · Ivoorkust · Kaapverdië · Kameroen · Mali · Marokko · Nigeria · Senegal · Tunesië · Zuid-Afrika

CONCACAF: Canada · Costa Rica · Curaçao · El Salvador · Honduras · Jamaica · Mexico · Panama · Suriname · Verenigde Staten

OFC: Nieuw-Zeeland